# 62ª Squadriglia
La 62ª Squadriglia del Servizio Aeronautico del Regio Esercito dal settembre 1917 volava con aerei Savoia-Pomilio SP.4.

## Storia

### Prima guerra mondiale
Nell'estate 1917 la 62ª Squadriglia nasce al Centro Formazione Squadriglie del Campo di aviazione di Arcade diventando attiva il 20 settembre sui Savoia-Pomilio SP.4 al Campo di aviazione di Casoni di Mussolente per il VII Gruppo (poi 7º Gruppo Autonomo Caccia Terrestre) per il Comando Truppe dell'Altipiano.
Il 1º ottobre aveva 8 piloti e 7 S.P.4 ed il 29 ottobre va con 2 piloti e 6 S.P.4 a San Pietro in Gu ma per problemi agli aerei il 10 novembre va al Campo di aviazione di Taliedo.
Nel febbraio 1918 rinasce su 9 S.P.4 per il IX Gruppo (poi 9º Gruppo Caccia) ed alla fine del mese va a Castenedolo (poi Aeroporto di Brescia-Montichiari) con 2 piloti e 2 osservatori.
Il 10 marzo si sposta a Marcon nel V Gruppo al comando del Capitano Eugenio Alteri che dispone di altri 7 piloti, 6 osservatori e 4 mitraglieri.
In giugno aveva 8 piloti e 19 osservatori quando inizia il passaggio sui Pomilio PE andando al Centro Formazione Squadriglie.
Una nuova 62ª Squadriglia nasce il 5 dicembre 1918 dalla 2ª Sezione SVA al comando del Cap. Ferrero Regis per il XV Gruppo a Montichiari ma poi viene sciolta.

### Regia Aeronautica
Nella Regia Aeronautica rinasce come 62ª Squadriglia "Sperimentale Bombardamento Pesante" (definita anche "Squadriglia Bombardieri Giganti") con la quale l'arma aerea del Regno d'Italia, seguendo le teorie del bombardamento strategico sviluppate da Giulio Douhet, valutò la possibilità di impiegare operativamente grandi aerei plurimotori: tra questi, oltre a tre realizzazioni della Caproni (il Ca.79 dal 1927, il Ca.90 dal 1929 ed il Ca.95 dal 1932) figurano il Breda CC.20 dal 1930 ed il Fiat B.R.G. dal 1931.
Per un breve periodo impiegò anche il Caproni Ca.102.

### Guerra d'Etiopia
L'attivazione della 62ª Squadriglia da bombardamento della Regia Aeronautica avviene il 1º settembre 1935. 
Nell'ambito della Guerra d'Etiopia il 9 dicembre va Capodichino, tra il 14 e il 22 dicembre si sposta a Massaua. 
Il reparto poi va a Gura (Eritrea) dove si trova al 15 gennaio 1936. 
Il 18 gennaio la squadriglia inizia le operazioni belliche inquadrata nel XXIX Gruppo bombardamento notturno del 9º Stormo con gli S.M.81.
Il 26 gennaio successivo sgancia bombe C500T all'Iprite nel guado del torrente Ghevà.

### Africa Orientale Italiana
Al 1º ottobre 1936 è nel XXIX Gruppo autonomo del Comando settore aeronautico nord di Asmara nell'ambito dell'Africa Orientale Italiana.
Dopo il 19 gennaio 1937 vi opera il Sergente Giovanni Accorsi.
Al 24 ottobre 1937 sgancia 8 bombe C500T contro gli Arbegnuoc a Dembeccià-Buriè, 4 il 18 dicembre su Debra York e 12 il 21 dicembre 1937 su Biccenà, torrente Mugar.
A luglio 1938 e all'Aeroporto di Addis Abeba-Bole.

### Seconda guerra mondiale
Al 10 giugno 1940 era nel XXIX Gruppo del 9º Stormo Bombardamento Terrestre con 7 Savoia-Marchetti S.M.79 all'Aeroporto di Viterbo ed in AOI nel XXIX Gruppo con 6 SM 81 all'Aeroporto di Assab.
Con lo scoppio delle ostilità lo stormo, al comando del colonnello Mario Aramu, si trasferì all'aeroporto di Alghero operando contro le forze francesi in Corsica e dopo l'armistizio con la Francia, il 7 settembre partì per l'Africa settentrionale italiana dislocandosi a Castelbenito presso l'Aeroporto di Tripoli e poi a Derna presso l'Aeroporto di Martuba.
Ai primi di settembre 1943 era ancora a Viterbo con 5 Ju 88 nel XXIX Gruppo del 9º Stormo Bombardamento Terrestre.